# Gros Ventre

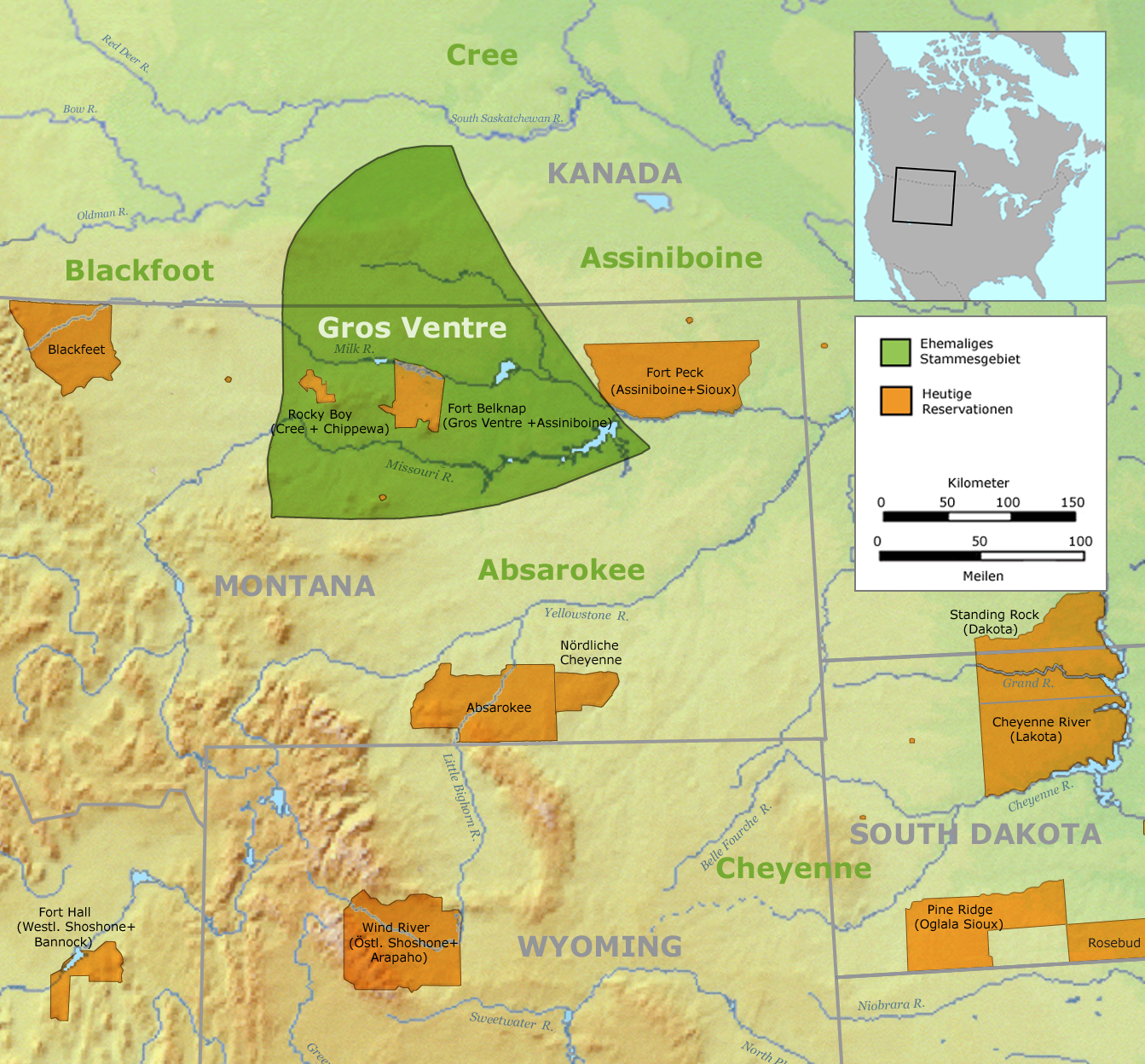
Ehemaliges Stammesgebiet der Gros Ventre und heutige Reservation in Montana

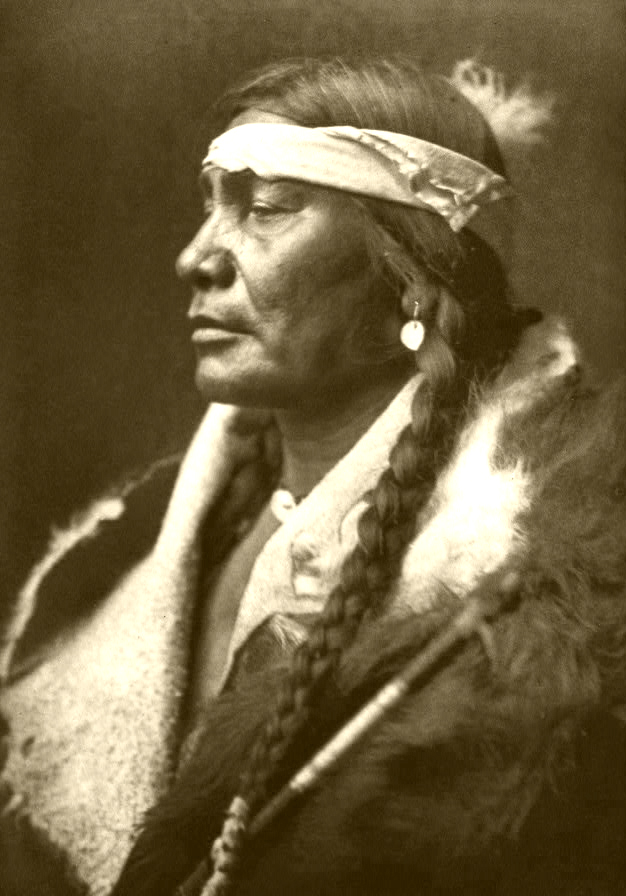
Gros Ventre Indianer 1909 von Edward Curtis

Die Gros Ventre (französisch „Fetter Bauch“) oder Atsina sind ein nordamerikanischer Indianerstamm aus der Algonkin-Sprachfamilie, die von ca. 1750 bis ca. 1870 große Gebiete der Nördlichen Plains im Süden der kanadischen Prärieprovinzen Manitoba, Saskatchewan und Alberta sowie im Norden Montanas in den USA durchstreiften und als Stammesgebiet beanspruchten. Als nomadische Bisonjäger zählten sie kulturell zu den Plains-Stämmen. Historisch waren sie meist Feinde der mächtigen Cree-Assiniboine, der Lakota, Cheyenne und später sogar der verwandten Arapaho. Daher wurden sie zeitweise (circa 1793–1861) Mitglied der vormals ebenfalls feindlichen Blackfoot-Konföderation.
Einst bestanden die Gros Ventre und die späteren Arapaho aus fünf unabhängigen Dialekt- sowie Stammesgruppen die entlang des Red River of the North vom Norden Minnesotas südwärts bis in den Norden North Dakotas sowie im Westen der Großen Seen im Gebiet des Kulturareals des Nordöstlichen Waldlandes lebten, die jedoch zusammen mit den Cheyenne dem Druck der mit Gewehren bewaffneten und militärisch überlegenen Ojibwe nach Westen und Südwesten ausweichen mussten; auf dieser Wanderung blieb die nördlichste Stammesgruppe Anfang des 18. Jahrhunderts im Norden Montanas sowie Süden Manitobas und Saskatchewans zurück, während die vier übrigen Stammesgruppen weiter nach Süden und Südwesten auf die Central Great Plains und in die Front Range zogen. Gegen 1750 hatten sich zwei separate Volksstämme entwickelt: die nach Süden und Südwesten gezogenen Arapaho sowie die im Norden auf den Nördlichen Plains verbliebenen Gros Ventre.
Die Gros Ventre sind heute ein von den US-Behörden anerkannter Stamm mit über 3.500 registrierten Mitgliedern, der zusammen mit den Assiniboine in der Fort Belknap Indianerreservation lebt.

## Namensgebung
Sie selbst bezeichneten sich als Haa'ninin, A'aninin, Ahahnelin oder A'ani („Volk der weißen Ton(Erde)“, „Volk der weißen Kreide“ oder „Kalk-Volk“), da sie überzeugt waren, dass sie aus dem tonhaltigen Flussufer in ihrem Stammesgebiet von ihrem Schöpfer geformt wurden. Die insbesondere in Kanada verbreitete Stammesbezeichnung als Atsina stammt vermutlich aus der Sprache der zeitweise verbündeten Blackfoot-Konföderation (circa 1793–1861) und leitet sich von Atsíína (“wie ein Cree, d. h. Feind”, auch „Mutiges Volk“) ab, ein weiterer Blackfoot-Name lautet Piik-siik-sii-naa (“Schlangen, d. h. Feinde”). Laut dem Piegan Institute lautet der heutige Piegan-Name für die Gros Ventre Assinee, mit der heutigen Bedeutung als „Big Bellies“.
Nachdem die Gros Ventre im Norden verblieben, und somit eine geographische Trennung von den weiter nach Süden gezogenen verwandten vier Stammesgruppen (den späteren Arapaho) erfolgte, bezeichneten diese die Gros Ventre – da sie sich gegenüber diesen überlegen fühlten – verächtlich als Hitouunenno, Hitúnĕna oder Hittiuenina („Bettler“, wörtlich „Schmarotzer“). Da die Franzosen diese Bezeichnung in der Zeichensprache der Plains als Gros Ventres („Fette Bäuche“, statt des Zeichens für „Hunger“) missinterpretierten, wurden sie seitdem im Französischen als Gros Ventres oder im Englischen als Big Bellies bezeichnet. Die mit den Arapaho verbündeten Cheyenne nannten die Gros Ventre daher ebenfalls Hestóetaneo'o („Jene die um Fleisch betteln“, „Schmarotzer“).
In der Sprache der feindlichen Cree waren sie als Pawistiko Iyiniwak (‘Rapids People’, ‘Waterfall People’, ‘Fall People’ – „Volk der Stromschnellen“, „Volk an den Fällen“) bekannt, da sie ursprünglich entlang der Saskatchewan River Forks (dem Zusammenfluss von North und South Saskatchewan River) lebten, jedoch vor den mit Gewehren besser bewaffneten Cree-Assiniboine (Nehiyaw-Pwat oder Iron Confederacy) – ebenfalls wie die Arapaho, die ursprünglich auch entlang des South Saskatchewan Rivers lebten – nach Westen und Süden ausweichen mussten. Ein weiterer Cree-Name lautet Niya Wati Inew / Naywattamee (‘They Live in Holes People’). Aus dem Cree-Namen leitet sich auch die in der älteren englischen Literatur üblichen Bezeichnungen als Waterfall Indians, Fall Indians oder Rapid Indians her. Die ebenfalls gebräuchliche Namensgebung als White Clay People ist die engl. Übersetzung ihres Autonyms.
Die Arikaree nannten die Gros Ventre Kanahkúsuʾ und die Arapaho als Tuhkanihnaáwiš / Kun na-nar-wesh (‚Grey Stone Village‘ oder ‚Colored Stone Village People‘).
Da die Hidatsa die Arapaho auch als E-tah-leh / Ita-Iddi (‚Bison Path People‘) bezeichneten, übernahmen die Franzosen wahrscheinlich diesen Namen, so dass in der älteren französischsprachigen Literatur beide – Arapaho und Gros Ventre – auch als Gens de Vache („Büffel (Bison)-Volk“) bekannt sind. Die in meist englischen Texten (z. B. Lewis & Clark) auftauchenden Stammesbezeichnungen als Kananavich, Ca-ne-na-vich oder Kanenavich scheinen Verballhornungen entweder der französischen Namensgebung Gens de Vache oder des Arikara-Namens zu sein.
Zudem wurden sie oftmals mit den halbsesshaften Sioux-sprachigen Hidatsa (engen Verwandten der Absarokee (Crow)) verwechselt, da die beiden Stämme mit ähnlichen Namen bezeichnet wurden: als Minnetarees of Fort de Prairie, Minnetarees of the Prairie, Minnetarees of the Plains oder Gros Ventre of the Prairie wurden die Gros Ventre bezeichnet und als Minnetarees of the Missouri oder Gros Ventre of the Missouri wurden die Hidatsa bezeichnet. Diese gleiche Namensgebung beruht höchstwahrscheinlich auf einer Verwechslung durch die Europäer, die die Stammesbezeichnung in der Zeichensprache der Plains für die Gros Ventre (die Hände wurden über den Rumpf bzw. Bauch geführt, um das Wort „Hunger“ wiederzugeben, was der Arapaho-Bezeichnung als Bettler/Schmarotzer in etwa entsprach) sowie die ähnliche für die Hidatsa (die Hände wurden quer über die Brust geführt, da dort die Hidatsa-Krieger sich große Tätowierungen über die Brust stechen ließen).

## Lebensweise
Sie gehörten zur Kultur der Plains-Indianer und ihre Hauptnahrungsquelle war der Amerikanische Bison. Noch in der Mitte des 19. Jahrhunderts lebten auf den Großen Ebenen Nordamerikas an die 60 Millionen Tiere. Bevor die Gros Ventre Pferde hatten, setzten sie auf der Jagd eine Büffelherde in Panik. Die in wilder Flucht davon rennenden Tiere wurden in eine V-Form gezwungen und zum Rand einer Klippe getrieben, von der sie in die Tiefe stürzten. An solchen Stellen fanden alljährlich Tausende von Büffeln den Tod, oft so große Mengen, dass die Gros Ventre das viele Fleisch nicht verbrauchen konnten, obwohl ein Teil davon getrocknet und als Wintervorrat zu Pemmikan verarbeitet wurde. Die Häute verwendete man als Zeltdecken für die Tipis und für Kleidungsstücke. Nach der Adaption des Pferdes und der Feuerwaffen erreichte die Plainskultur ihren Höhepunkt. Die größere Beweglichkeit durch das Pferd verbesserte allgemein die Lebensqualität, es konnten größere Tipis gebaut und mehr Lebensmittel transportiert werden.

## Geschichte
Die Arapaho und Gros Ventre waren einst ein einziger Stamm und lebten im Tal des Red Rivers im nördlichen Minnesota und angrenzenden Kanada. Im frühen 18. Jahrhundert spaltete sich die Gros Ventre ab und die Arapaho zogen nach Süden. Zur Zeit des ersten Kontakts mit Europäern um 1754 lebten die Gros Ventre in der kanadischen Prärie am Oberlauf des Saskatchewan Rivers und seinen Nebenflüssen. Sie waren seit langer Zeit Feinde der Assiniboine und Cree und mussten vor ihnen flüchten, weil ihre Feinde Feuerwaffen von der Hudson’s Bay Company erhalten hatten. Daraufhin griffen die Gros Ventre 1793 die Niederlassung der Hudson’s Bay Company in South Branch House am South Saskatchewan River nahe der heutigen Stadt St. Louis an und brannten sie nieder. Anschließend zog der Stamm südwärts an den Milk River und verband sich mit den Blackfoot. Gegen 1870 zerbrach das Bündnis mit den Blackfoot und die Gros Ventre mussten bei ihren einstigen Feinden, den Südlichen Assiniboine (Plains Assiniboine), Schutz suchen; insbesondere die sog. „Upper Assiniboine Bands“ der Plains Assiniboine in Montana verbündeten sich mit den Gros Ventre gegen feindliche Stämme (insbesondere die Lakota und Westlichen Dakota der Sioux) und bekämpften diese weiterhin erbittert. Hingegen hatten sich die „Lower Assiniboine Bands“ der Plains Assiniboine (aus ähnlichen Gründen) mit ihren vormaligen Feinden, den Yanktonai der Westlichen Dakota, verbündet (und wurden hierdurch von weiteren Sioux-Attacken verschont) und kämpften nun auf Seiten ihrer neuen Verbündeten gegen Gros Ventre und „Upper Assiniboine Bands“.

## Reservation
Von der US-Regierung wurde 1888 die Fort-Belknap-Reservation für Gros Ventre und „Upper Assiniboine Bands“ eingerichtet. Um 1904 gab es nur noch 535 Stammesmitglieder. 1990 zählte die Gesamtbevölkerung von Fort Belknap 1.200 Personen, von denen nur noch 111 ihre Muttersprache sprachen. Die Volkszählung aller Gros Ventre aus dem Jahr 2000 ergab 2.881 Stammesmitglieder. Heute leben die 3.682 Gros Ventre (von insgesamt ca. 7.000 Stammesangehörigen) in der Fort-Belknap-Reservation, die sie sich weiterhin mit den Upper Assiniboine teilen; beide Stämme bilden heute den bundesstaatlich (federally recognized tribe) anerkannten Stamm der Fort Belknap Indian Community (Home of the Nakoda and Aaniih Nations). Der Stamm unterhält ein Sprachprogramm – das Fort Belknap Language Preservation Program – für beide Sprachen, um diese den jungen Stammesmitgliedern wieder näher zu bringen und an die nächste Generation zu tradieren. Ursprünglich gab es in beiden Sprachen – dem „Nakón Iyábi / Nakóda Iyábi“ der Assiniboine (Nakoda) sowie dem „Ahe / A'ananin“ der Gros Ventre (Aaniih) jeweils geschlechtsspezifische Dialekte mit jeweils eigenen Wortendungen bzw. Wörtern – je nachdem ob von einer Frau oder einem Mann gesprochen.